# 爾朱世承
爾朱 世承（じしゅ せいしょう、? - 529年）は、北魏の軍人。本貫は秀容郡。爾朱彦伯・爾朱仲遠・爾朱世隆らの弟。爾朱栄の従弟にあたる。

## 経歴
北魏の華州刺史の爾朱買珍の子として生まれた。528年、孝荘帝が爾朱栄により擁立されると、世承は寧朔将軍・歩兵校尉となり、欒城県開国伯に封ぜられた。また撫軍将軍・金紫光禄大夫・左衛将軍に任ぜられた。まもなく侍中の位を加えられ、御史中尉を領した。529年、元顥が洛陽に迫ると、世承は轘轅を守備した。爾朱世隆が虎牢を放棄すると、そのことを知らされる間もなく、世承は元顥に捕らえられ、ばらばらに刻み殺された。爾朱栄が洛陽を奪回し、孝荘帝が宮殿に帰還すると、世承に使持節・都督冀州諸軍事・驃騎大将軍・司徒・冀州刺史の位を追贈し、趙郡公に追封した。

## 伝記資料
- 『魏書』巻75 列伝第63
- 『北史』巻48 列伝第36